# Canton de Valmont
Le canton de Valmont est une ancienne division administrative française située dans le département de la Seine-Maritime et la région Haute-Normandie.

## Géographie
Ce canton était organisé autour de Valmont dans l'arrondissement du Havre. Son altitude variait de 0 m (Életot) à 134 m (Riville) pour une altitude moyenne de 108 m.

## Histoire
- De 1833 à 1848, les cantons de Fauville et de Valmont avaient le même conseiller général. Le nombre de conseillers généraux était limité à 30 par département[1].
- Au 22 mars 2015, les communes du canton, qui disparaît, sont incorporées au canton de Fécamp.

## Représentation

### Conseillers généraux de 1833 à 2015
| Période | Période          | Identité                                       | Étiquette              | Qualité |
| ------- | ---------------- | ---------------------------------------------- | ---------------------- | --- |
| 1833    | 1835 (démission) | Nicolas-Anthime Dussaussay                     |                        | Maire de Theuville |
| 1835    | 1842             | Charles François Raoul Deschamps de Boishébert |                        | Maire de Cliponville, conseiller d'arrondissement |
| 1842    | 1848             | Charles Marie Léonard Cousture                 | Majorité ministérielle | Avocat à Yvetot Député (1842-1848) |
| 1848    | 1855             | Charles Darcel                                 |                        | Propriétaire à Valmont Maire de Berville-sur-Seine, conseiller d'arrondissement |
| 1855    | 1880 (décès)     | Aymar Belhomme de Franqueville (1819-1880)     | Droite                 | Maire de Contremoulins |
| 1880    | 1886             | Albert Perquer                                 | Droite monarchiste     | Propriétaire à Sassetot-le-Mauconduit |
| 1886    | 1892             | Eugène Le Grand père (1830-1898)               | Droite                 | Eleveur-agriculteur, directeur technique de la Bénédictine Propriétaire, conseiller municipal de Contremoulins                                                                                  |
| 1898    | 1919             | Ferdinand Lefebvre                             | Républicain            | Maire d'Angerville-la-Martel |
| 1919    | 1939 (décès)     | Eugène Le Grand fils (1868-1939)               | Droite                 | Eleveur-agriculteur, directeur technique de la Bénédictine Propriétaire, conseiller municipal de Contremoulins                                                                                  |
| 1939    | 1940             | siège vacant                                   |                        | |
|         |                  |                                                |                        | |
| 1945    | 1949             | Paul Le Mée (1906-1961)                        | Radical-RGR            | |
| 1949    | 1957 (décès)     | Raoul Auvray                                   | MRP                    | Notaire, maire de Valmont |
| 1957    | 1998 (décès)     | Robert Grèverie                                | CNI puis UDF           | Médecin Député (1958-1962) |
| 1998    | 2015             | Alain Bazille                                  | DVD                    | Directeur général d'entreprise Maire de Thérouldeville (2001 → ) Conseiller départemental de Fécamp (2015 → ) Président (? → 2014 ) puis vice-président (2014 → ) de la CC du canton de Valmont |

### Conseillers d'arrondissement (de 1833 à 1940)
| Période                                  | Période              | Identité                 | Étiquette                | Qualité |
| ---------------------------------------- | -------------------- | ------------------------ | ------------------------ | --- |
| 1833                                     |                      | M. Bataille              |                          | Chef de bataillon de la Garde nationale, Valmont                                                            |
|                                          | 1848                 | Charles Darcel           |                          | Propriétaire à Valmont Maire de Berville-sur-Seine                                                          |
| 1848                                     | 1871                 | Amédée Guillebert        |                          | Propriétaire à Vinnemerville                                                                                |
| 1871                                     | 1877                 | Jules Saint-Requier      | Républicain              | Propriétaire à Gerponville                                                                                  |
| 1877                                     | 1889                 | Félix Tesnières          | Monarchiste              | Agriculteur, maire de Contremoulins                                                                         |
| 1889                                     | 1895 (décès)         | M. Masson                | Monarchiste              | |
| 1895                                     | octobre 1895 (décès) | M. Robert                | Républicain              | Propriétaire à Vergetot, maire de Saint-Pierre-en-Port                                                      |
| 1895                                     | 1907                 | M. Leplay                | Républicain libéral      | |
| 1907                                     | 1913                 | Louis-Jules Houlier      | Républicain progressiste | Notaire à Valmont                                                                                           |
| 1913                                     | 1919                 | Henri de Mun (1875-1970) | Républicain libéral      | Lieutenant d'état-major, maire de Sassetot-le-Mauconduit                                                    |
| 1919                                     | 1935 (décès)         | Paul Marret              | Républicain libéral      | Joaillier, maire de Toussaint                                                                               |
| 1935                                     | 1940                 | Robert Corroyer          | Union nationale          | Huissier à Valmont                                                                                          |
| 1940                                     |                      |                          |                          | Les conseils d'arrondissement ont été suspendus par la loi du 12 octobre 1940 et n'ont jamais été réactivés |
| Les données manquantes sont à compléter. |                      |                          |                          | |

## Composition
Le canton de Valmont regroupait 22 communes et comptait 10 392 habitants (recensement de 2009 sans doubles comptes
| Communes                 | Population (2012) | Code postal | Code Insee |
| ------------------------ | ----------------- | ----------- | ---------- |
| Ancretteville-sur-Mer    | 177               | 76540       | 76011      |
| Angerville-la-Martel     | 850               | 76540       | 76013      |
| Colleville               | 699               | 76400       | 76183      |
| Contremoulins            | 203               | 76400       | 76187      |
| Criquetot-le-Mauconduit  | 137               | 76540       | 76195      |
| Écretteville-sur-Mer     | 105               | 76540       | 76226      |
| Életot                   | 581               | 76540       | 76232      |
| Gerponville              | 316               | 76540       | 76299      |
| Limpiville               | 340               | 76540       | 76386      |
| Riville                  | 283               | 76540       | 76529      |
| Sainte-Hélène-Bondeville | 735               | 76400       | 76587      |
| Saint-Pierre-en-Port     | 838               | 76540       | 76637      |
| Sassetot-le-Mauconduit   | 930               | 76540       | 76663      |
| Sorquainville            | 162               | 76540       | 76680      |
| Thérouldeville           | 513               | 76540       | 76685      |
| Theuville-aux-Maillots   | 421               | 76540       | 76686      |
| Thiergeville             | 336               | 76540       | 76688      |
| Thiétreville             | 396               | 76540       | 76689      |
| Toussaint                | 728               | 76400       | 76708      |
| Valmont                  | 993               | 76540       | 76719      |
| Vinnemerville            | 213               | 76540       | 76746      |
| Ypreville-Biville        | 496               | 76540       | 76755      |

## Démographie
| 1962  | 1968  | 1975  | 1982  | 1990  | 1999  | 2009 |
| ----- | ----- | ----- | ----- | ----- | ----- | ---- |
| 8 349 | 8 893 | 8 345 | 9 138 | 9 798 | 9 850 | -    |